# Lennart Moser
Lennart Franklin Moser (Berlino, 6 dicembre 1999) è un calciatore tedesco, portiere del Kolding IF.

## Carriera
Cresciuto nel settore giovanile dell'Union Berlino, il 2 maggio 2017 firma il primo contratto professionistico con il club tedesco, di durata quadriennale; il 3 luglio 2019 si trasferisce in prestito all'Energie Cottbus, passando poi con la stessa formula al Cercle Bruges nel successivo mese di gennaio. Rientrato all'Union Berlino, il 30 dicembre 2020 rinnova con la squadra biancorossa, venendo contestualmente ceduto a titolo temporaneo all'Austria Klagenfurt, con cui conquista la promozione nella massima serie; il 24 giugno 2021 il prestito viene prolungato per un'altra stagione.
Il 19 giugno 2022 viene acquistato dall'Eupen, con cui firma un triennale.

## Statistiche

### Presenze e reti nei club
Statistiche aggiornate al 7 gennaio 2023.
| Stagione                  | Squadra                   | Campionato                | Campionato | Campionato | Coppe nazionali | Coppe nazionali | Coppe nazionali | Coppe continentali | Coppe continentali | Coppe continentali | Altre coppe | Altre coppe | Altre coppe | Totale | Totale |
| Stagione                  | Squadra                   | Comp                      | Pres       | Reti       | Comp            | Pres            | Reti            | Comp               | Pres               | Reti               | Comp        | Pres        | Reti        | Pres   | Reti   |
| ------------------------- | ------------------------- | ------------------------- | ---------- | ---------- | --------------- | --------------- | --------------- | ------------------ | ------------------ | ------------------ | ----------- | ----------- | ----------- | ------ | ------ |
| 2018-2019                 | Union Berlino             | 2L                        | 0          | 0          | CG              | 0               | 0               |                    | -                  | -                  |             | -           | -           | 0      | 0      |
| 2019-gen. 2020            | Energie Cottbus           | RL                        | 16         | -25        | CG              | 1               | -3              |                    | -                  | -                  |             | -           | -           | 17     | -28    |
| gen.-giu. 2020            | Cercle Bruges             | D1                        | 7          | -7         | CB              | -               | -               |                    | -                  | -                  |             | -           | -           | 7      | -7     |
| 2020-gen. 2021            | Union Berlino             | BL                        | 0          | 0          | CG              | 0               | 0               |                    | -                  | -                  |             | -           | -           | 0      | 0      |
| Totale Union Berlino      | Totale Union Berlino      | Totale Union Berlino      | 0          | 0          |                 | 0               | 0               |                    | -                  | -                  |             | -           | -           | 0      | 0      |
| gen.-giu. 2021            | Austria Klagenfurt        | 1L                        | 2          | -3         | CA              | 1               | -5              |                    | -                  | -                  |             | -           | -           | 3      | -8     |
| 2021-2022                 | Austria Klagenfurt        | BL                        | 5          | -5         | CA              | 2               | -2              |                    | -                  | -                  |             | -           | -           | 7      | -7     |
| Totale Austria Klagenfurt | Totale Austria Klagenfurt | Totale Austria Klagenfurt | 7          | -8         |                 | 3               | -7              |                    | -                  | -                  |             | -           | -           | 10     | -15    |
| 2022-2023                 | Eupen                     | D1                        | 17         | -33        | CB              | 0               | 0               |                    | -                  | -                  |             | -           | -           | 17     | -33    |
| Totale carriera           | Totale carriera           | Totale carriera           | 47         | -73        |                 | 4               | -10             |                    | -                  | -                  |             | -           | -           | 51     | -83    |